# L'altro lato del paradiso
L'altro lato del paradiso (The Other Side of Heaven) è un film del 2001 prodotto da Gerald R. Molen e diretto da Mitch Davis. I protagonisti del film sono Christopher Gorham e Anne Hathaway.

## Trama
Il giovane John Groberg nel 1953 lascia l'università nello Utah per intraprendere la più grande avventura della sua vita: un viaggio nelle isole Tonga con il compito di costruire un regno ed educare i nativi alla fede dei mormoni. 
Giunto a destinazione, John si scontra però con una realtà enormemente diversa da quella a cui era abituato.